# Balleny Trough
Balleny Trough är en gravsänka i Antarktis. Den ligger i havet utanför Östantarktis. Australien gör anspråk på området.